# SAP Arena
El SAP Arena es un pabellón polideportivo situado en Mannheim, Alemania. El arena pertenece a Dietmar Hopp. 
Fue inaugurado el 2 de septiembre de 2005 y desde su apertura el estadio es utilizado por el Adler Mannheim de ice hockey y por el Rhein-Neckar Löwen de la Handball Bundesliga.

## Eventos
- Fue sede del Mundial de Alemania de Balonmano 2007

## Gallería

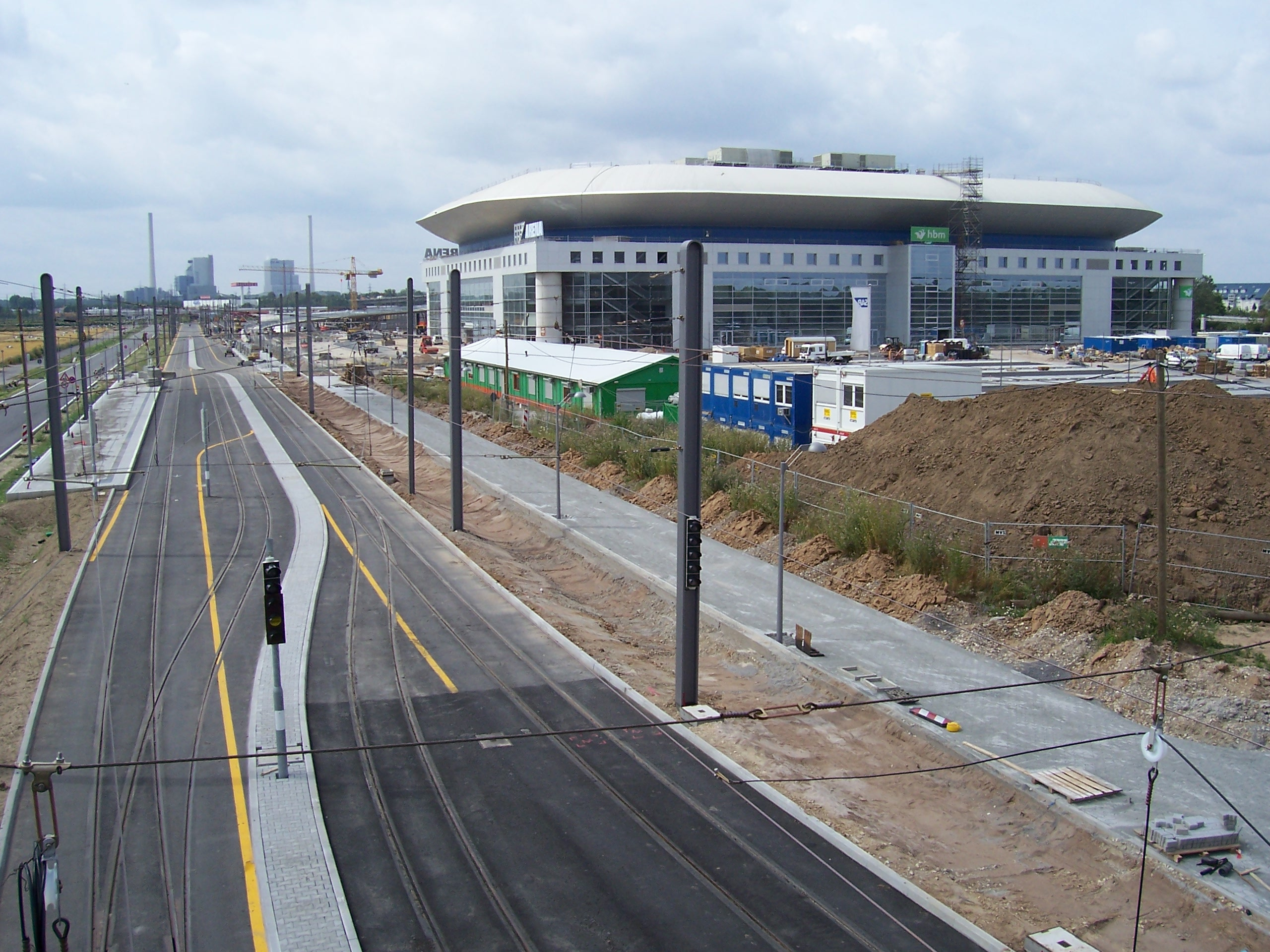
SAP Arena
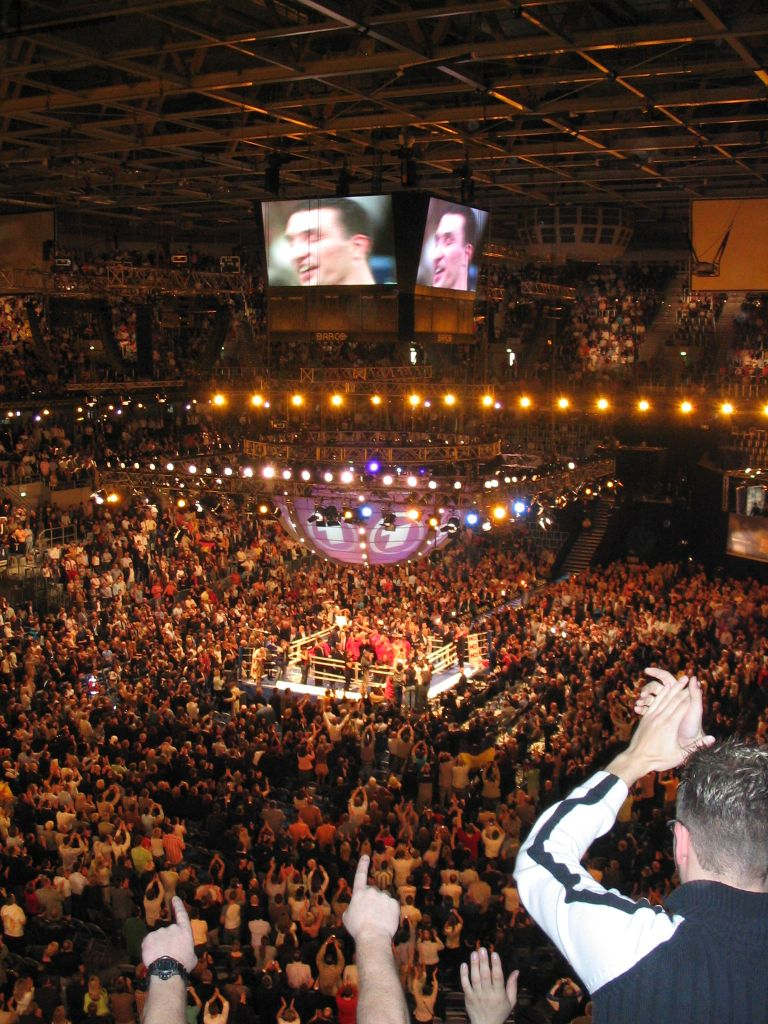
Chris Byrd vs. Wladimir Klitschko
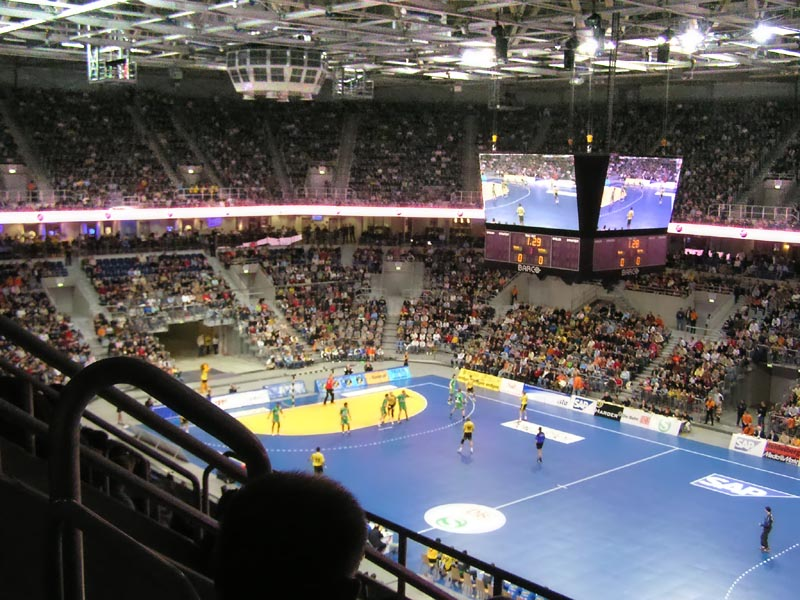
Vista interior